# 中原郁
中原 郁（なかはら いく、1986年10月2日 - ）は、日本の女優、声優。
千葉県出身。ハミングバードプロダクション所属。体重47キロ。身長154cm。スリーサイズはB87、W65、H88cm。

## 出演
太字はメインキャラクター。

### テレビドラマ
- 退職刑事の事件帳5 洞爺札幌王将追跡旅行（1997年2月10日、フジテレビ）
- 土曜ワイド劇場（テレビ朝日）
  - 検察事務官小錦ヤエ子 密室の愛人殺し!（1997年4月26日）
  - 検察事務官小錦ヤエ子 母娘のきずな殺人事件（1998年4月25日）
  - 刑事村上緑子（2003年3月8日）
- 世にも奇妙な物語 春の特別編『5分後の女』（1998年4月8日、フジテレビ）
- 火曜サスペンス劇場（日本テレビ）
  - 死刑囚の妹（2000年2月29日）
  - だます女だまされる女2 （2001年4月24日） - 福山栞 役

### CM
- 御神楽少女探偵団
- 木下工務店
- ネクソン

### ゲーム
- クロックタワー3（2002年12月12日、メイ・ノートン）
- キングダム ハーツ シリーズ（ナミネ）
  - キングダム ハーツII（2005年12月22日）
  - キングダム ハーツ Re:チェイン オブ メモリーズ（2007年3月29日）
  - キングダム ハーツII ファイナル ミックス（2007年3月29日）
  - キングダム ハーツ コーデッド（2008年11月19日）
  - キングダム ハーツ 358/2 Days（2009年5月30日）
  - キングダム ハーツ バース バイ スリープ（2010年1月9日）
  - キングダム ハーツ Re:コーデッド（2010年10月7日）
  - キングダム ハーツ HD 1.5 リミックス（2013年3月14日）
  - キングダム ハーツ HD 2.5 リミックス（2014年10月2日）
  - キングダム ハーツIII（2019年1月25日）